# Charles Poulenard
Charles Alexandre Casimir Poulenard (Sens, 30 marzo 1885 – Parigi, 10 novembre 1958) è stato un velocista francese.

## Palmarès
- Argento a Stoccolma 1912 nella staffetta 4×400 metri.